# Pseudochironomus julia
Pseudochironomus julia är en tvåvingeart som först beskrevs av Charles Howard Curran 1930.  Pseudochironomus julia ingår i släktet Pseudochironomus och familjen fjädermyggor. Inga underarter finns listade i Catalogue of Life.